# 斯氏鱧
斯氏鱧為輻鰭魚綱鱸形目鱧科的其中一種，分布於亞洲東喜馬拉雅山的淡水流域，體長可達25公分，棲息在水質清澈、流動快速的溪流，屬肉食性，可作為食用魚。

## 擴展閱讀
維基物種上的相關：斯氏鱧
1. ↑  Chaudhry, S. . The IUCN Red List of Threatened Species. 2010, 2010: e.T166650A6255696  [20 November 2021]. doi:10.2305/IUCN.UK.2010-4.RLTS.T166650A6255696.en .